# Charles Vane (pirate)
Pour les articles homonymes, voir Charles Vane et Vane (homonymie).
 (mars 2016).
Si vous disposez d'ouvrages ou d'articles de référence ou si vous connaissez des sites web de qualité traitant du thème abordé ici, merci de compléter l'article en donnant les références utiles à sa vérifiabilité et en les liant à la section « Notes et références ».
Charles Vane, né vers 1680 et mort le 29 mars 1721, est un pirate britannique qui attaquait les navires britanniques et français. Sa carrière de pirate dure de 1716 à 1719. Son navire est un brigantin nommé le Ranger. Il fut sans conteste l'un des membres les plus instables de la « bande volante », le groupe de pirates qui s'installa un temps à Nassau.

## Biographie
Vane est parmi les pirates qui opéraient autour de New Providence (aux actuels Bahamas) après que les Britanniques eurent abandonné la colonie pendant la guerre de Succession d'Espagne.  Charles Vane commença sa carrière comme marin honnête, en tant que corsaire naviguant pour le roi. Probablement établi en Jamaïque en 1715, il fut l'un des nombreux hommes à prendre part à l'assaut mené par Henry Jennings contre une expédition espagnole visant à récupérer l'or englouti la même année lors d'un tragique naufrage sur les côtes de Floride.
Un an plus tard, il était devenu impossible de continuer à mener honnêtement une vie de corsaire, car les gouverneurs britanniques répugnaient à violer les Traités d'Utrecht (1713) qui bannissaient tout acte d'agression entre les ressortissants et les navires des grands empires. L'éventail des possibilités se réduisit et Vane rejoignit Nassau où s'étaient déjà établis un grand nombre de ses anciens collègues. 
Il a une carrière relativement longue et violente dans la piraterie et connait assez bien Edward Teach alias Barbe Noire. En 1718, alors qu'il refuse d'attaquer un navire français en haute mer navire qui lui semble trop bien armé, il est abandonné par son équipage sur une île déserte avec seulement un fusil, quelques cartouches et une bouteille d'eau (pratique courante à l'époque). Après cet évènement, Jack Rackham alias « Calico Jack » lui succède[réf. nécessaire]. Il sera retrouvé, puis enfermé un an en prison avant d'être exécuté par pendaison le 29 mars 1721.
L'histoire générale des plus fameux pirates donne une autre fin à son histoire. Elle confirme la mutinerie de son équipage et son remplacement comme capitaine par Jack Rackham, mais indique que les mutinés l'auraient laissé partir avec un sloop et quelques hommes lui étant restés fidèles. Charles Vane aurait continué la piraterie quelque temps puis aurait fait naufrage dans la baie du Honduras. Les naufragés auraient alors été secourus mais ils auraient ensuite été identifiés comme pirates, emmenés à la Jamaïque pour y être jugés et finalement pendus.

## Dans la culture populaire
Charles Vane a également inspiré le personnage du même nom dans le jeu vidéo Assassin's Creed IV: Black Flag, en tant que pirate psychotique, instable et cruel ; Edward Kenway, le héros fictif du jeu, se retrouve piégé avec lui sur l'île déserte après la mutinerie. Il est aussi l'un des personnages principaux de la série Black Sails, incarné par Zach McGowan.